# Joe Theismann
Joseph Robert Theismann, detto Joe (New Brunswick, 9 settembre 1949), è un ex giocatore di football americano statunitense che ha giocato nel ruolo di quarterback nella National Football League (NFL) e nella Canadian Football League (CFL). Raggiunse la notorietà durante le 12 stagioni giocate per i Washington Redskins, dove fu nominato MVP della NFL nel 1983 e fu il quarterback della squadra che vinse il Super Bowl XVII. È stato inserito nella College Football Hall of Fame nel 2003. 
Dopo il suo ritiro dal football, Theismann iniziò una carriera nelle trasmissioni televisive sportive. Attualmente lavora per NFL Network al commento tecnico per Thursday Night Football, in compagnia di Bob Papa e Matt Millen. È anche coconduttore dello show settimanale Playbook.

## Carriera professionistica

### Canadian Football League
Theismann fu scelto nel quarto giro del Draft NFL 1971 dai Miami Dolphins a al 39º giro del Draft del 1971 della Major League Baseball dai Minnesota Twins. Dopo che prolungate trattative coi Dolphins fallirono, Theismann firmò coi Toronto Argonauts della Canadian Football League per 50.000 dollari a stagione. Con gli Argonauts giocò per tre anni venendo nominato All-Star nel 1971 e nel 1973 e raggiungendo la finale della Grey Cup nella sua stagione da rookie persa contro i Calgary Stampeders.

### Washington Redskins
Nel 1974, i Washington Redskins della National Football League ottennero i diritti su Theismann. Questi lasciò la CFL e si unì ai Redskins, dove giocò da ritornatore dei punt nella sua prima stagione. Nel 1978, Theismann divenne il quarterback dei Redskins, succedendo a Billy Kilmer.
Theismann guidò i Redskins alla vittoria del Super Bowl XVII e ad un'apparizione nel Super Bowl XVIII e stabilì diversi record di franchigia dei Redskins, compreso il maggior numero di passaggi tentati (3.602), completati (2.044) e yard passate in carriera (25.206), lanciando 160 passaggi da touchdown con 138 intercetti subiti. Corse inoltre per 1.815 yard e 17 touchdown. Nel 1983 fu nominato MVP della lega da quattro differenti organizzazioni e vinse il premio di miglior giocatore della partita alla seconda apparizione al Pro Bowl.
In un'era in cui la maggior parte dei quarterback erano soliti usare delle maschere con doppie barre per protezione (o anche triple), Theismann nel corso della sua carriera rifiutò di usare niente che non fosse una maschera ad una sola barra.
La carriera di Theismann terminò il 18 novembre 1985, quando subì una frattura scomposta della gamba dopo aver subito un sack dai linebacker dei New York Giants Lawrence Taylor e Harry Carson, durante una gara del Monday Night Football. L'infortunio fu votato "Momento più scioccante della storia" della NFL da un sondaggio di ESPN, e il tackle fu soprannominato "Il colpo che non potrà mai essere scordato da coloro che lo hanno visto" dal Washington Post. Lo stesso infortunio lo subì esattamente 33 anni dopo un altro quarterback dei Redskins, Alex Smith, il 18 novembre 2018, nella partita dell'undicesimo turno contro gli Houston Texans, mentre subiva un sack da Kareem Jackson e J.J. Watt.

## Palmarès

### Franchigia
- Super Bowl : 1

Washington Redskins: XVII

### Individuale
- MVP della NFL: 1

1983
- Convocazioni al Pro Bowl: 2

1982, 1983
- All-Pro: 2

1982, 1983
- Miglior giocatore offensivo dell'anno della NFL: 1

1983
- MVP del Pro Bowl: 1

1983
- Bert Bell Award: 1

1982
- 70 Greatest Redskins
- Washington Redskins Ring of Fame

## Statistiche
| Yard lanciate     | 25.206 |
| Touchdown         | 160    |
| Intercetti subiti | 138    |
| Passer rating     | 77,4   |